# 米漢堡

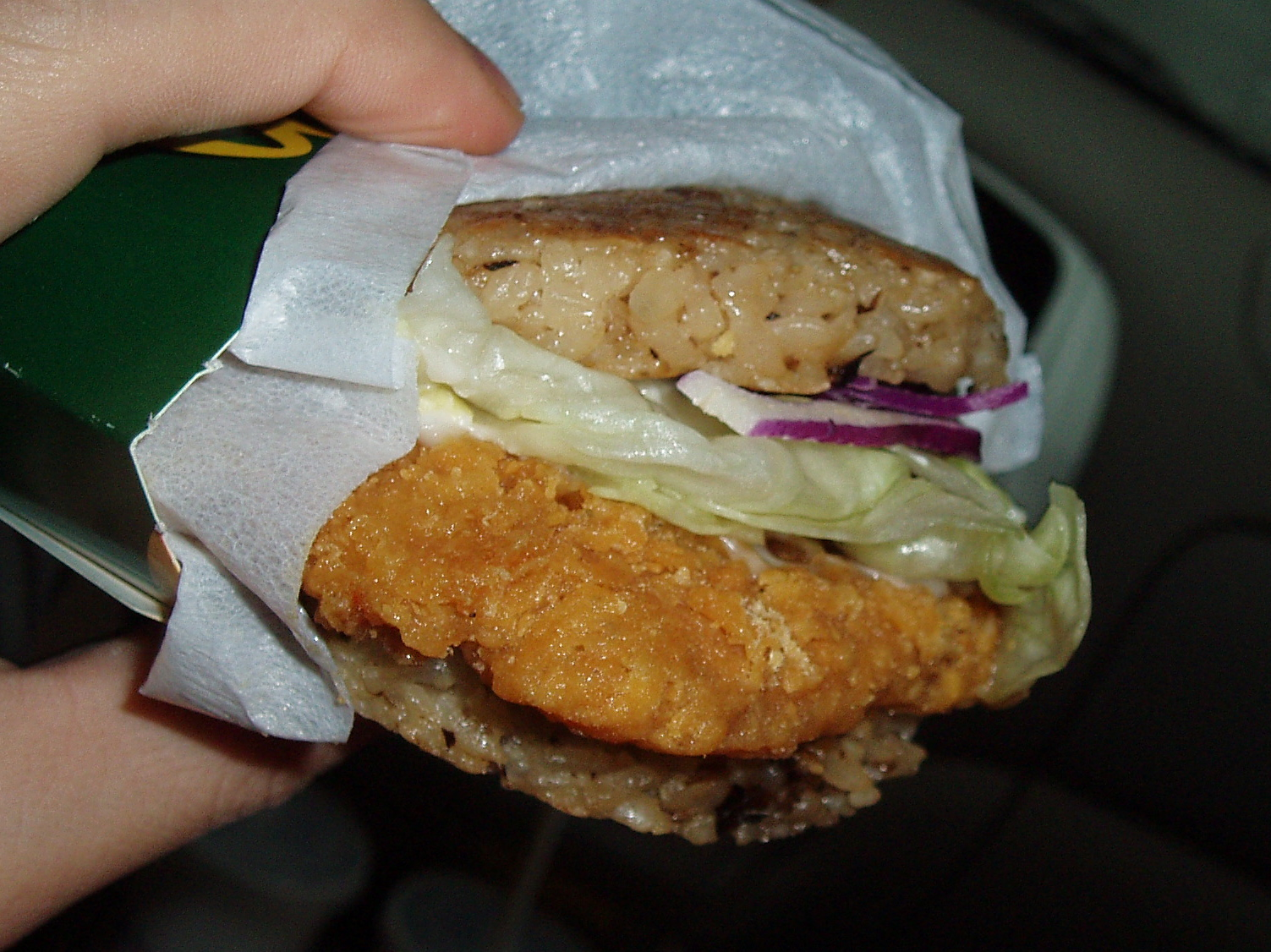
麥當勞的雞肉米漢堡（曾於台灣、香港、澳門、菲律賓、泰國和新加坡等地販售），其堡身由米飯壓製射

米漢堡是一種融合東西方飲食文化元素的速食產品。一般速食中的漢堡是以麵包夾餡，但米漢堡則是以米飯，類似握壽司的手法壓製成的圓形薄片取代麵包的功用。

## 特色
米漢堡的特色是口感類似飯糰，常見都會將米漢堡煎至表面金黃。味道上除了適用於傳統西式漢堡餡料（生菜、漢堡肉等），亦可以和東方新式漢堡餡料（燒肉、海苔、牛蒡等），也有使用蔬菜及芝士製作的奶素版本。缺點是食用到最後，用來夾餡的米飯片很容易散開。

## 起源
摩斯漢堡是在市面上最早販售米漢堡的飲食業者，在1987年首次在日本上市，並且持續作為主力商品銷售。

## 各地的米漢堡

### 香港
大快活亦曾於1990年代中期推出Rice Burger，麥當勞在香港也曾經推出名為「飯TASTIC」的米飯漢堡。

### 台灣
摩斯漢堡仍持續供應，以及美而美早餐、統一超商、拉亞漢堡的即食食品有持續販售，此外在超級市場或量販店（家樂福）也有銷售冷凍微波用的米漢堡半成品。

### 中国大陆
美式连锁快餐品牌德克士曾售卖过XO鲜虾米汉堡、酱烧鸡肉米汉堡和黑椒咔滋米堡三种米汉堡。

## 外部鏈接
维基共享资源上的相關多媒體資源：米漢堡